# Acteon danaida
Acteon danaida är en snäckart som beskrevs av Dall 1881. Acteon danaida ingår i släktet Acteon och familjen Acteonidae. Inga underarter finns listade i Catalogue of Life.